# Cristian Gavra
Cristian Gavra (n. 3 aprilie 1993, Arad, România) este un fotbalist român, care joacă pe post de atacant la Ripensia în Liga a V-a. Pe plan internațional, are prezențe la națională pentru România Sub-19 și România Sub-21.